# Goossee
Der Goossee (niederdeutsch, dänisch: Goos Sø, Gås Sø, hochdeutsche Übersetzung wäre: Gänsesee) ist ein Binnengewässer zwischen der Eckernförder Bucht und den Gemeinden Goosefeld, Altenhof und Eckernförde in Schleswig-Holstein.

## Name
Der Name leitet sich vermutlich von der niederdeutschen (Goos) und dänischen (Gås, gesprochen Gooss) Bezeichnung für Gänse ab.

## Lage
Die heute existente Wasserfläche des stark verlandenden Sees teilen sich die Gemeinden Altenhof und Goosefeld, ein Teil der Verlandungsfläche gehört zu Eckernförde. Der ursprünglich mit der Ostsee verbundene See ist zwischen dem Eckernförder Stadtteil Sandkrug und dem Altenhofer Ortsteil Kiekut durch einen Damm der B 76 von der Ostsee getrennt, durch einen Auslauf aber mit dieser verbunden. Aus dem See wird Wasser abgepumpt, so dass sein Wasserspiegel mit 0,7 m unter NN unterhalb dem des Meeres liegt. 
Der Goossee steht seit den 1980er Jahren unter besonderem Schutz. Er liegt im Landschaftsschutzgebiet Küstenlandschaft Dänischer Wohld.

## Geschichte
Der Goossee entstand durch die Weichseleiszeit: Der weichseleiszeitliche Ostseegroßgletscher teilte sich in Schleswig-Holstein in einen „Holsteiner Lobus“ und einen „Eckernförder Lobus“; der „Eckernförder Lobus“ wiederum teilte sich im heutigen Eckernförder Gebiet unter Ausnutzung einer (nach Ansicht einiger Geologen  schon vor der Eiszeit angelegten) Tiefenlinie der Eckernförder Bucht in eine nördliche („Windebyer Noor-Zunge“) und eine südliche („Wittensee-Goossee-Zunge“) Teileiszunge. Die nördliche Zunge formte u. a. die Hüttener Berge, die Wittensee-Goossee-Zunge die Duvenstedter Berge. Die Goossee-Niederung ist – wie das Windebyer Noor – mithin ein noch existentes Eiszungenbecken der Weichseleiszeit; ehemalige Steilküsten finden sich sowohl auf der Eckernförder wie auf der Altenhofer Seite des Gewässers. Vor 5000 Jahren betrug die Fläche des Sees 150 Hektar, im Jahre 1877 noch 50 Hektar.
Im 17. bis 19. Jahrhundert (bis 1873) verband ein Kanal den Goossee mit der Eckernförder Bucht in Höhe des heutigen Rundpavillons am Ostseestrand und damit nördlicher als der heutige Auslauf. Er diente einer Kahnverbindung vom Verladungsplatz am Goossee aus zum Abtransport von Ziegel und Kalk von der damals dort bestehenden Ziegelei (Windebyer Ziegelei) und einer Kalkbrennerei zum Stadthafen Eckernfördes.
Nach Plänen des Königlich-Preußischen Oberbaurats Carl Lentze von 1865 in Regierungsauftrag hätte der Ostendpunkt des Nord-Ostsee-Kanals im Goossee gelegen.
Bei Verwirklichung des Morgenthau-Plans wäre der Goossee und sein Auslauf in die Ostsee nach dem Zweiten Weltkrieg zur Staatsgrenze zwischen Dänemark und der Internationalen Zone Kaiser-Wilhelm-Kanal geworden.